# ᜂ
En el sistema de escritura de baybayin, la letra ᜂ es un carácter silábico que se corresponde con la vocal o o u. 

## Unicode
Esta letra tiene asignado el código de Unicode U+1702, situado en el bloque tagalo.
| Carácter      | ᜂ                | ᜂ                |
| ------------- | ---------------- | ---------------- |
| Unicode       | TAGALOG LETTER U | TAGALOG LETTER U |
| Codificación  | decimal          | hex              |
| Unicode       | 5890             | U+1702           |
| UTF-8         | 225 156 130      | E1 9C 82         |
| Ref. numérica | &#5890;          | &#x1702;         |